# Hernán Raffo
Hernán Raffo, né le 2 juillet 1929, à Valparaíso, au Chili et décédé le 24 juillet 2012, à Villa Alemana, au Chili, est un ancien joueur chilien de basket-ball.